# 薩摩伝承館
薩摩伝承館（さつまでんしょうかん）は鹿児島県指宿市東方にある薩摩や中国の美術品を中心に展示している施設である。また、幕末から明治にかけての所蔵品なども展示。2008年2月11日にオープン。

## 施設
- 展示室（1F、2F）
- レストラン
- ショップ

## 利用情報
- 開館時間 - 9:00～17:00（季節により変動有り）
- 休館日 - 年中無休

## アクセス

### 交通アクセス
- JR指宿枕崎線 指宿駅 タクシーにて約7分